# Саобраћај у Београду
Београд поседује развијену мрежу саобраћајница са више видова јавног и приватног превоза. Јавни превоз је посебно значајан вид превоза - „кичма“ целог саобраћајног склопа.
Данас је Београд познат по саобраћајним гужвама, јер нема развијену саобраћајну мрежу спрам потреба. Београд је највећи град у Европи без метро система.

## Градски превоз
Погледати:Линије јавног превоза у Београду
Јавни градски превоз у Београду обухвата превоз аутобусима, трамвајима и тролејбусима, те градском железницом. Иако је у плану изградња метроа, спровођење још није почело.
Превозна возила су у власништву месног Градског саобраћајног предузећа (ГСП Београд) или приватних предузећа, која су једино укључена у превоз аутобусима. Издавање карата је покривено системом БусПлус 
Београд је специфичан и по томе, да се унутар његовог административног подручја јавни превоз дели на два дела, иако су све линије јавног превоза у ИТС-у, опет постоје два независна превозника, ГСП за централни део Београда, и "Ласта" која одржава такозване приградске линије са неким засебним режимом превоза на тим линијама, иако су све те линије у ИТС-у.

### Аутобуси
Јавни превоз аутобусима је организован преко 13 главних превозника:
- ГСП Београд
- Арива Литас
- Банбус
- Тамнава Транс
- Думеко
- Ћурдић
- Сага Транс
- Транспродукт
- Барбадос
- Лекон
- Бамирон
- Престо

ГСП Београд је у власништву града, па се ови аутобуси често називају и „градским“ или „државним“. Ово предузеће је било једино превозно предузеће до средине 90их година, када су званично прихваћени и остали превозници, такозвани „приватни“. На нивоу града постоји 141 дневна и 27 ноћних линија. 2004. године уведена је обједињена наплата карата за све превознике, а 2012. године је званично уведен "БусПлус" систем са електронским картицама уместо папирних и картонских карата и повластица. Ноћне линије покривене су искључиво „приватним“ аутобусима.
ГСП обавља превоз на линијама ИТС на следећим Градским општинама :
- Градска општина Вождовац
- Градска општина Врачар
- Градска општина Гроцка
- Градска општина Звездара
- Градска општина Земун
- Градска општина Нови Београд
- Градска општина Раковица
- Градска општина Стари град
- Градска општина Савски венац
- Градска општина Сурчин
- Градска општина Палилула
- Градска општина Чукарица.
- * Саобраћајно предузеће Ласта Београд СП Ласта
- Ласта Авала
- Ласта Младеновац
- Ластра
- Стрела Уб

Саобраћајно предузеће "Ласта" је у власништву акционарског друштва и Републике Србије.
Конзорцијум око "Ласте" обавља превоз на линијама ИТС у следећим Градским општинама :
- Градска општина Барајево
- Градска општина Гроцка
- Градска општина Младеновац
- Градска општина Обреновац
- Градска општина Сопот,

"Ластра" обавља превоз на линијама у Градској општини Лазаревац,
"Стрела Уб" обавља превоз на појединим линијама у Градској општини Обреновац,
"Ласта Авала" обавља превоз на линијама ИТС у ГО Барајево и ГО Сопот

### Трамваји и тролејбуси
Први трамвај на београдским улицама појавио се далеке 1892. године. Данас постоји 11 трамвајских и 7 тролејбуских линија, све у власништву ГСП Београд.
Најпознатија градска трамвајска линија је линија бр. 2, популарније "двојка", која кружи око градског језгра, па је израз „круг двојке“ постао синоним за центар града.

### Минибусеви
Минибусеви су ново превозно средство у Београду и уведени су 2007. године. Данас постоје 7 линија са ознаком Е испред броја линије. Овај вид градског превоза је вишег квалитета. Минибусеви примају мање путника, бржи су и опремљени су клима-уређајима. Такође, цена карте за превоз минибусевима је виша, купује се по уласку у возило и независна је од карата за остала превозна средства. Постоји и посебна минибус линија А1 која саобраћа од трга Славија до аеродрома Никола Тесла.

### Градска железница
Иако нема метро систем, Београд поседује две линије брзе градске железнице.
Дана 1. септембра 2010. године, пуштена је у рад тзв. градска железница која користи већ постојећу пругу. У првом периоду, градска железница је функционисала између станица Нови Београд и Панчевачки мост, а од 15. априла 2011. је продужена до Батајнице. Данас се ова прва линија простире од Овче до Батајнице. 2018. године, са радом је отпочела друга линија: Ресник-Београд центар

## Приградски превоз
Приградски превоз повезује град Београд са ближом и даљом околином. Крајњи домет приградског превоза најчешће су границе градског округа, али неке линије допиру и изван овог опсега.

### Аутобуси
Приградски превоз је организован од стране Саобраћајног предузећа Ласта. Од свих Европских па и светских градова, једино у Граду Београду постоји преседан да унутар административне територије једног града постоје два независна система превоза. У приградском делу ИТС постоји преко 300 линија и 2500 дневних полазака, који повезују град са предграђима и периферним делом Београдског округа, с тим да од тих 300 линија, половина тих линија има само по један, или два поласка у току дана.
Саобраћајна мрежа се пружа од града Београда радијално на све стране и на кроз три области, Срем, Банат и Шумадију. Први ниво линија су оне које везују Београд са седиштима приградских општина, од којих полази други ниво линија ка мањим местима у околини. Постоји неколико станица у Београду са којих крећу приградске линије: „Басова“ станица у градском језгру, „Кеј Ослобођења“ у Земуну, са Шумица и Бановог Брда.

## Такси
У Београду званично постоји 24 такси удружења. Такси превоз је лако наћи на улици.

## Међумесни превоз

### Аутобуси
Београд је повезан бројним аутобуским линијама са свим важнијим местима у Србији, Црној Гори и Републици Српској и Македонији, а током туристичких сезона уводе и се и бројне линије до туристичких средишта. Бројне су и међународне линије, нарочито до Немачке, Аустрије, Швајцарске и Француске. У току летње и зимске сезоне честе су и линије до Грчке и Бугарске. Главна аутобуска станица налази се недалеко од ужег језгра града.

### Возови
Главна железничка станица у Београду налази се недалеко од ужег језгра града, а поред међумесне и приградске аутобуске станице. Од Београда постоје линије до већине великих градова у Србији и Црној Гори, а постоје и међународне линије до многих европских градова (Скопље, Солун, Темишвар, Софија, Загреб, Љубљана, Беч, Будимпешта, Москва). Поред главне постоји још 5 станица у граду - Београд центар („Прокоп“), Нови Београд, Земун, Раковица, Дунав. Станица Центар је тренутно у изградњи и предвиђена је за нову главну станицу у Београду.

### Авиопревоз
Међународни аеродром "Никола Тесла" у Сурчину налази се 18 km западно од града. Повезан је са градком ауто-путем Београд-Батровци. До аеродрома је могуће приспети аутобусима (јавним градским и посебним) и таксијем, а најчешће полазне станице у граду су на тргу Славија или Зелени венац - ГСП линија 72. Авио-линије повезују Београд и Србију са бројним одредиштима у Европи, Азији и Африци. Очекује се нагли пораст линија током следећих година услед отварања регионалног карго центра на аеродрому.

### Речни превоз
Београд има изврсне услове за развој речног саобраћаја, будући да се налази на ушћу две велике међународне реке, Саве у Дунав. Могућности још увек нису искоришћене. Град поседује велику луку на Дунаву под називом Лука Београд. Река Сава погоднија је за туристички превоз, где је уређен терминал за прихват путника и то је данас „главна капија“ за стране туристе који посећују град. На овај терминал је, током 2009. године, пристало преко 400 туристичких бродова са више од 50.000 туриста.
Постоји и неколико марина у близини градских зона одомора и рекреације, Аде Циганлије и Аде Међице. Оне су повезане и омањим линијама са Новим Београдом. На Дорћолу је предвиђена изградња нове високо уређене марине.

## Градска саобраћајна мрежа

### Улице
У Београду постоји 536 семафорских раскрсница и око 120.000 саобраћајних знакова.

### Мостови
У Београду постоји 10 мостова, од којих 8 премошћује Саву, а 2 Дунав. Мостови углавном повезују Нови Београд и градско језгро.
- Железнички остружнички мост се налази 20-ак км јужно од града код истоименог места. Овај мост премошћава Саву и део је железничке обилазнице око Београда. Мост је био рушен у време НАТО бомбардовања, а у међувремену је поправљен и функционалан је.
- Друмски остружнички мост се налази уз железнички остружнички мост. Овај мост премошћава Саву и део је обилазнице око Београда. Мост је такође био рушен у време НАТО бомбардовања, а поново је отворен 2004. године. Комплетирањем обилазнице већи део транзитног саобраћаја ће бити измештен из центра Београда.
- Нови железнички мост изграђен је 1979. године и премошћава Саву у подручју града.
- Стари железнички мост премошћава Саву у подручју града.
- Мост Газела премошћава Саву и главни је саобраћајни правац преко реке у подручју града.
- Стари савски мост премошћава Саву у подручју града. Овим мостом пролази и трамвајска пруга.
- Бранков мост премошћава Саву у подручју најужег градског језгра. Саграђен је на месту где се налазио Мост краља Александра, који је био отворен 1934. године, а срушен у Другом светском рату.
- Панчевачки мост је мост преко Дунава. Обједињује друмски и железнички превоз.
- Мост на Ади је почео да се гради 2008. године, а пуштен је у саобраћај 1. јануара 2012. Овај мост није потпуно завршен и биће део Унутрашњег магистралног полупрстена.
- Мост Земун Борча премошћава Дунав, и део је Спољне магистралне тангенте.

### Путеви
Београд је повезан савременим ауто-путевима са Новим Садом ка северу (од Батајнице; ауто-пут Е75), Нишом ка југу и Шидом ка западу (ауто-пут Е70) и Чачком на југозападу (ауто-пут Е763). Ка Панчеву на истоку води модерна градска саобраћајница. Сви главни путеви пролазе кроз градско језгро, што узрокује велике гужве у граду. Због тога је у току изградња обилазнице око Београда, како би се омогућило преусмеравање пролазних возила изван градског изграђеног подручја.

### Железница
Београд је главно железничко чвориште у земљи и од њега креће шест пружних праваца. Железничкој мрежи на градском подручју потребна је обнова и продужење мреже, као и измештање транзитног железничког саобраћаја из града. У ту сврху се гради железничка обилазница око Београда (тренутно је завршена деоница од Батајнице до Јајинаца).